# Вехово (Пензенская область)
Вехово — село Даниловского сельсовета Лопатинского района Пензенской области. Входит в состав Даниловского сельсовета.

## История
В 1991 году Указом президиума ВС РСФСР опытная станция была переименована в село Вехово.

## Население
| 1939 | 1959 | 1979 | 1989 | 1996 | 2002 | 2010 |
| ---- | ---- | ---- | ---- | ---- | ---- | ---- |
| 347  | →347 | ↗405 | ↗431 | ↗544 | ↘509 | ↘440 |